# Episodi di Vis a vis - Il prezzo del riscatto (seconda stagione)
La seconda stagione della serie televisiva Vis a vis - Il prezzo del riscatto era stata trasmessa in Spagna su Antena 3 dal 31 marzo al 22 giugno 2016. La seconda stagione parla della fuga organizzata da Zulema e in cui viene coinvolta anche Macarena. Dopo essere state intercettate, tutte le fuggitive tornano a Cruz del Sur e devono fare i conti con le severe regole imposte da Miranda  all'interno di Cruz del Sur. Con l'autorità di Miranda di applicare misure estreme per le detenute che si comportano male, alcuni funzionari ricorrono ad abusi fisici, tra cui lo stupro. Con le minacce che incombono sulla famiglia di Macarena per essere stata coinvolta dalla famiglia egiziana, i Ferreiro subiscono la loro tragedia più oscura.
In Italia, la stagione è stata pubblicata interamente su Netflix il 28 giugno 2019.
| n° | Titolo originale            | Titolo italiano              | Prima TV Spagna | Prima TV Italia |
| -- | --------------------------- | ---------------------------- | --------------- | --------------- |
| 1  | A un mono, dos pistolas     | Una scimmia, due pistole     | 31 marzo 2016   | 28 giugno 2019  |
| 2  | Hogar, dulce hogar          | Casa dolce casa              | 7 aprile 2016   | 28 giugno 2019  |
| 3  | La gallinita                | La gallinella                | 14 aprile 2016  | 28 giugno 2019  |
| 4  | La teoría de Darwin         | Un cadavere nel bagagliaio   | 21 aprile 2016  | 28 giugno 2019  |
| 5  | En la línea de fuego        | Sotto tiro                   | 27 aprile 2016  | 28 giugno 2019  |
| 6  | Los mandriles               | Le bestie                    | 4 maggio 2016   | 28 giugno 2019  |
| 7  | Bon appétit                 | Buon appetito                | 11 maggio 2016  | 28 giugno 2019  |
| 8  | La vida sigue               | La vita va avanti            | 18 maggio 2016  | 28 giugno 2019  |
| 9  | Pillarse los dedos          | Bruciarsi le dita            | 25 maggio 2016  | 28 giugno 2019  |
| 10 | Pecados y confusiones       | Peccati e confusioni         | 1º giugno 2016  | 28 giugno 2019  |
| 11 | Patrona de los desamparados | La protettrice dei disperati | 8 giugno 2016   | 28 giugno 2019  |
| 12 | Plátano y limón             | Banana e limone              | 15 giugno 2016  | 28 giugno 2019  |
| 13 | Líquido                     | Liquido                      | 22 giugno 2016  | 28 giugno 2019  |